# Polská lidová republika
Polská lidová republika, zkráceně PLR, (polsky Polska Rzeczpospolita Ludowa) byl oficiální název Polska v letech 1947–1989. Předtím, v letech 1945–1947 existoval pod názvem Polská republika (polsky Rzeczpospolita Polska). Státní útvar navazoval na předválečnou druhou Polskou republiku, takže se vlastně jednalo již o třetí republiku, z ideologických důvodů se však po druhé světové válce číslování neužívalo.

## Dějiny
Polsko se po válce dostalo do sovětské sféry vlivu. Již v roce 1945 byla provedena agrární reforma, byl znárodněn průmysl, banky a doprava. V roce 1949 byla zahájena násilná kolektivizace zemědělství, která však skončila krachem. Po Stalinově smrti došlo v roce 1956 k masovým protisovětským nepokojům v Poznani, které však byly potlačeny. V témže roce se dostal do pozice prvního tajemníka PSDS Władysław Gomułka, který prohlásil program reforem. I když se nejprve dostal do sporu se sovětskými představiteli, kteří hrozili ozbrojeným konfliktem, nakonec se situace vyřešila a Polsko začalo reformy, které dostaly pojmenování Gomułkovo tání. Došlo k uvolnění poměrů, avšak hospodářská situace se v 60. letech neustále zhoršovala. V roce 1968 se Polsko zúčastnilo intervence vojsk Varšavské smlouvy do Československa. V roce 1970 vypukly stávky ve městech Gdaňsk, Štětín, Gdyně, které byly krvavě potlačeny a přinesly desítky mrtvých a stovky zatčených. Po nich se do čela Polska dostal Edward Gierek, avšak ani pod jeho vedením se hospodářství nezlepšovalo. 6. října 1978 byl římským papežem zvolen krakovský biskup Karol Wojtyla, který přijal jméno Jan Pavel II., a který se stal ikonou nejen polského protikomunistického odboje.
V roce 1980 vzniklo v gdaňských loděnicích stávkové hnutí, do čela kterého se postavil Lech Wałęsa. Ten se stal vůdcem odborové organizace Solidarita, která se postupně stala rozhodujícím opozičním hnutím. V prosinci 1981 zřídil generální tajemník Polské sjednocené dělnické strany Wojciech Jaruzelski protiústavní Vojenskou radu národní záchrany (polsky Wojskowa Rada Ocalenia Narodowego, WRON), která se prohlásila nadřazenou politickým orgánům, a vyhlásil válečný stav (polsky stan wojenny) a stanné právo. Byla zakázána Solidarita a potlačena revolta Solidarity, polské církve i všech sympatizantů. Konflikt mezi státní mocí a odbojem vedeným solidarity za podpory katolické církve trval prakticky až do začátku roku 1989, kdy došlo k novým mohutným stávkám a kdy polské vedení uznalo Solidaritu a na základě dohod kulatého stolu vyhlásilo svobodné volby, které se konaly 4. června 1989. V nich utrpěli komunisté totální porážku a Polsko nastoupilo k cestě k demokracii.

## Galerie

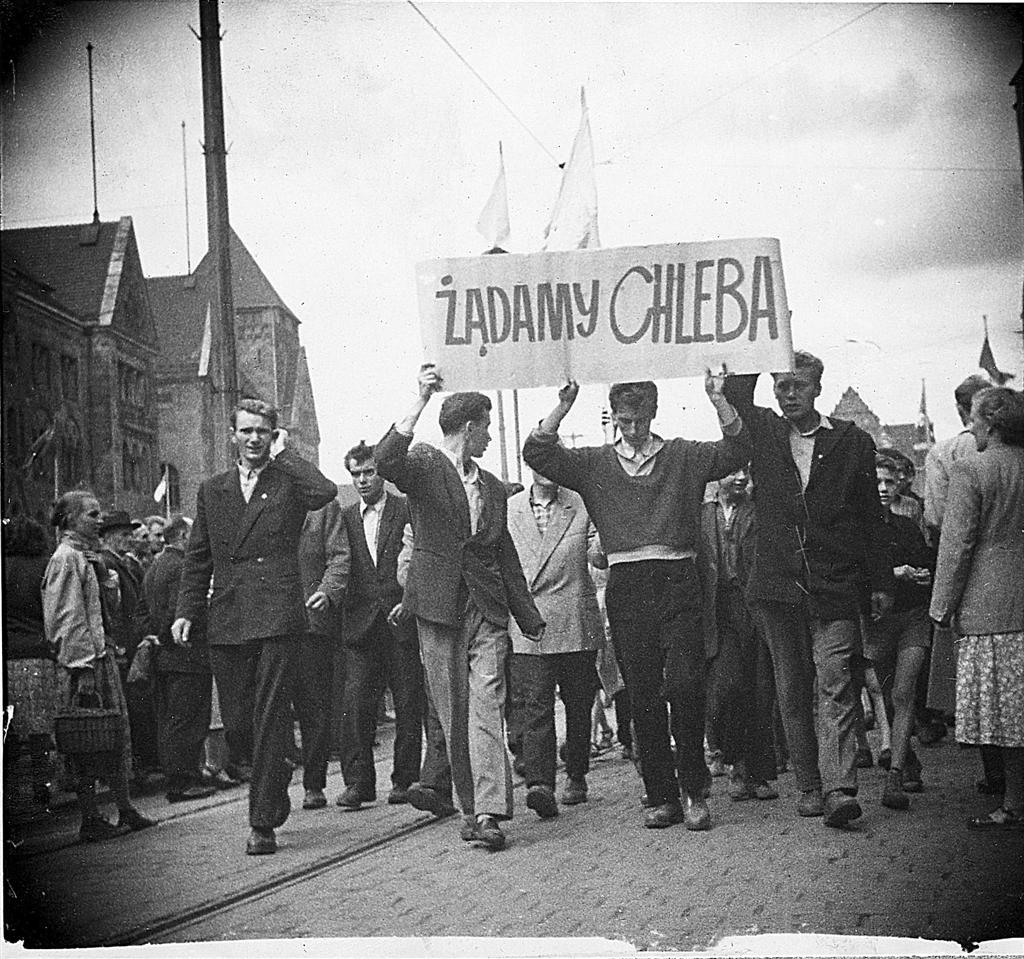
Nepokoje v Poznani 1956
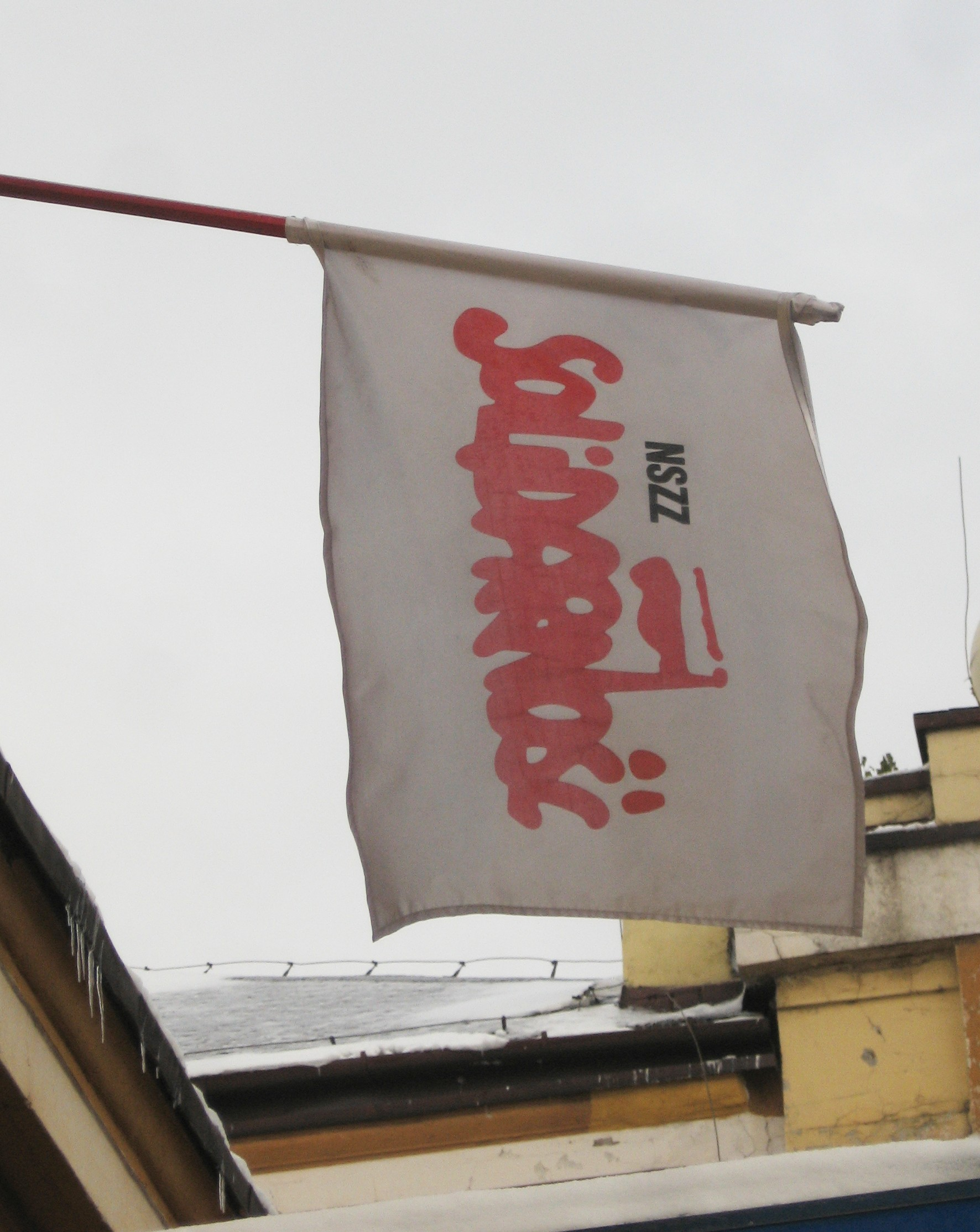
Vlajka Solidarity